# Adolf Wüstemann
Adolf Karl Friedrich Gustav Wüstemann (* 30. Dezember 1901 in Kassel; † 22. Januar 1966 ebenda) war ein deutscher evangelischer Geistlicher und von 1945 bis 1962 Bischof der Evangelischen Kirche von Kurhessen-Waldeck.

## Leben
Wüstemann machte eine Banklehre und arbeitete in der Kasseler Filiale der Dresdner Bank, bevor er sich 1926 zur Aufnahme des Theologiestudiums entschied. Er studierte an der Theologischen Schule Bethel, der Universität zu Berlin und am längsten an der Universität Marburg, wo ihn vor allem Rudolf Bultmann und Hans von Soden prägten. Nach dem 2. Theologischen Examen wurde er am 24. März 1934 in der Martinskirche in Kassel ordiniert. Anschließend wurde er Pfarrer an der Adventskirche in Kassel-Wehlheiden und engagierte sich im Kirchenkampf auf Seiten der Bekennenden Kirche. Im Herbst 1943 trat er als „Geistlicher Hilfsarbeiter“ in das Landeskirchenamt der Evangelischen Kirche von Kurhessen-Waldeck in Kassel ein. Als auf der „Notsynode“ der Kirche im September 1945 in Treysa (heute Schwalmstadt) das Bischofsamt neu geschaffen und mit der Leitung des Landeskirchenamts verbunden wurde, wurde Wüstemann einmütig in dieses Amt gewählt. In seine Amtszeit fiel die Neuordnung der kirchenrechtlichen Strukturen, aber auch die Öffnung des Pfarramts für Frauen und der Abschluss eines Staatsvertrags mit dem Bundesland Hessen. Zum Jahresende 1962 trat er aus gesundheitlichen Gründen vorzeitig von seinem Amt zurück.
Die Philipps-Universität Marburg zeichnete Wüstemann 1951 mit der theologischen Ehrendoktorwürde aus.